# Погребиський Олександр Ігорович
Олександр Ігорович Погребиський (нар. 8 березня 1989, м. Київ, Україна) — український політик, волонтер, громадський активіст, ветеран ООС. Депутат Київської міської ради. Член Політичної партії “Європейська Солідарність” та громадської організації "Справа громад". Лідером ГО "Республіка. Брати по Зброї".

## Життєпис
Закінчив Боярський коледж екології і природних ресурсів (2008, диплом з відзнакою), факультет землевпорядкування Національного університету біоресурсів і природокористування (2010, диплом бакалавра), факультет землевпорядкування та кадастру Київського університету будівництва і архітектури (2011, спеціальність — інженер).
Працював інженером-геодезистом в ТОВ «Трансгазінжинірінг» (2011—2015).
У 2014—2015 роках займався волонтерством.
З 2015 по 2017 рік вступив до лав Збройних Сил України в якості солдата (помічник гранатометника) в 95-у окрему десантно-штурмову бригаду.
У 2017 році звільнився з лав ЗСУ сержантом (головним сержантом гранатометного взводу).
У 2018 році почав працювати в проєкті Міністерства оборони України з будівництва 184 гуртожитків для військовослужбовців та керував роботою волонтерської групи до 2019 року.
У 2019 році став кандидатом в народні депутати від партії «Європейська Солідарність» (№ 43 в списку).
У травні 2020 року підписав Звернення учасників Революції Гідності проти реваншу.
На місцевих виборах 2020 року був обраний депутатом Київської міської ради ІХ-го скликання.
З перших днів повномасштабної війни Росії проти України став на захист Києва та на основі Київського осередку ветеранської ГО "Республіка. Брати по Зброї" сформував 206 батальйон територіальної оборони (входить до 112 ОБрТрО). Проте, коли Київщину звільнили від ворога, Олександр пішов до військкомату і мобілізувався на фронт.
3 серпня 2022 року в бою з російськими окупантами отримав контузію.
У січні 2023 отримав другу контузію при обороні Соледару, за що згодом був нагороджений медаллю "За поранення". 
З серпня 2024 - командир батальйону 53-ї окремої механізованої бригади. 

## Інциденти
21 липня 2020 року народного депутата від парламентської фракції «Опозиційна платформа — За життя» Олега Волошина невідомий облив зеленкою після його заяви про «відсутність суверенітету» в України. По цій справі було затримано ветеранів російсько-української війни Олександра Погребиського та Ігоря Чепкасова. 23 липня відбувся суд, в підсумку якого Олександра відпустили на поруки.

## Відзнаки та нагороди
- нагрудний знак від Начальника Генерального Штабу «За заслуги перед Збройними Силами України»
- відзнака від президента України «За гуманітарну участь в антитерористичнїй операції»
- відзнака Президента України «За участь в антитерористичній операції» [13]
- «Учасник військового параду з нагоди 25-ти річчя незалежності України»[14]
- Орден «За заслуги» III ступеня (2019)[15]
- Медаль "За поранення".
- Нагрудний знак "Срібний хрест"[16].